# خواص کاهیده
در علم ترمودینامیک خواص نقصانی یا کاهیده (به انگلیسی: Reduced properties) عبارت اند از نسبت یک خاصیت به همان خاصیت در نقطه بحرانی.این کمیت بدون بعد در معادله پینگ رابینسون نیز برای توصیف شرایط بحرانی به کار می رود.

## فشار نقصانی
این کمیت از نسبت فشار مورد نظر به فشار بحرانی حاصل می‌شود:
{\displaystyle p_{r}={p \over p_{c}}}

## دمای نقصانی
این کمیت از نسبت دمای مورد نظر به دمای بحرانی حاصل می‌شود.در این مورد باید توجه داشت که دما باید به صورت مطلق یعنی بر حسب کلوین یا رانکین بیان شود.
{\displaystyle T_{r}={T \over T_{c}}}

## حجم ویژه نقصانی
این کمیت بر اساس قانون گاز ایده‌آل به صورت زیر تعریف می‌شود:
{\displaystyle v_{r}={\frac {v}{RT_{c}/p_{c}}}\,}